# Cleistanthus oblongatus
Cleistanthus oblongatus är en emblikaväxtart som beskrevs av Airy Shaw. Cleistanthus oblongatus ingår i släktet Cleistanthus och familjen emblikaväxter. Inga underarter finns listade i Catalogue of Life.